# Вир, Тара
Та́ра Вир (англ. Tara Veer; род. 29 декабря 1977 года, Ред-Дир) — канадский политик, мэр города Ред-Дир в провинции Альберта (с 2013 года). Самый молодой мэр в истории города и вторая женщина-мэр Ред-Дира после Гейл Саркан (Gail Surkan), управлявшей городом в 1992—2004 годах.

## Биография
Тара Вир родилась 29 декабря 1977 года в Ред-Дире. Окончила Колледж Ред-Дира, позже получила  степень бакалавра искусств в Университете Куинс в Кингстоне.
В 2004—2013 годах была депутатом Городского совета Ред-Дира.
Впервые избрана мэром на муниципальных выборах 2013 года, набрав 46,4 % голосов и опередив четырёх конкурентов (ближайший из них, Синди Джефферис (Cindy Jefferies), набрала 39,4 %). В должности мэра Вир сменила Морриса Флеуэллинга, который не стал в 2013 году баллотироваться на очередной срок.
На муниципальных выборах 2017 года Вир вновь одержала победу, на этот раз с внушительным отрывом: 88,42 % голосов против 11,58 % у единственного конкурента — Шона Бурке (Sean Burke).